# Карс (еялет)
40°37′00″ пн. ш. 43°06′00″ сх. д. / 40.616666666667° пн. ш. 43.1° сх. д.
Еялет Карс (тур. Kars Eyaleti) — північно-східна провінція Османської імперії. Адміністративний центр — місто Карс. Його площа в XIX столітті становила 16 090 км².

## Історія
У 1368 Карс знищено Тимуром.
У 1548 увійшов до складу Османської імперії.
У 1579 (або 1580) його поновив як турецьку фортецю Лала Кара Мустафа-паша.
Місто стало столицею еялету Карс, а також місцем паломництва.
У 1604 Карс захоплений Аббасом I Великим, однак у 1616 відновлений турками. Гарнізон Карса в 1640-х роках складався з 1002 яничарів і 301 місцевого рекрута — всього 1303 особи.
У 1824 увійшов до складу еялету Ерзурум.

## Адміністративний поділ
У XVII столітті складався з санджаків:
- Гьоле
- Худжуджан
- Арпачай
- Кехран
- Кагизман
- Карс — місцезнаходження паші.